# Церква Успіння Пресвятої Богородиці (Раштівці)
Церква Успіння Пресвятої Богородиці в Раштівцях — парафія і храм греко-католицької громади Гусятинського деканату Бучацької єпархії Української греко-католицької церкви в селі Раштівці Чортківського району Тернопільської области.
Оголошена пам'яткою архітектури місцевого значення (охоронний номер 1889).

## Історія церкви
Греко-католицький храм, збудований у 1884 році, був освячений того ж року першим парохом о. Гнатієм Галькою на честь Успіння Пресвятої Богородиці.
Хоча церкву офіційно не закривали, з кінця 1960-х до 1978 року богослужіння дозволяли лише на великі свята, як-от Різдво, Йордан і Великдень.
Іконостас виготовили місцеві майстри Захарій Полоз та Йосип Гуменюк у другій половині 1920-х років. Розпис іконостасу та бічних вівтарів виконав художник-аматор Зиновій Карась із Товстого наприкінці 1970-х років.
На території парафії є фігура на честь скасування панщини 1848 року. Біля церкви відновлено символічну могилу УСС та воїнам УПА (1991).
При парафії діє братство «Апостольство молитви».

## Парохи
- о. Іван Заневич (адміністратор 1842—1843),
- о. Петро Мацилинський (1843—†1853),
- о. Ігнатій Галька (адміністратор 1853—1854, парох 1854—1903),
- о. Іван Пачовський (адміністратор 1903—1904)
- о. Кирило Левицький (1904—1918),
- о. Орест Лотоцький (адміністратор 1918—1924),
- о. Михайло Присяжний (1924—†1942),
- о. Володимир Микорин (до 1946),
- о. Ропицький,
- о. Скалій,
- о. Тарисій Чорний,
- о. Власенко,
- о. Цокало,
- о. Василь Боднарчук,
- о. Боган,
- о. Ярослав Цвігун (1982—1993),
- о. Василь Ковальчук (1993—1998),
- о. Микола Бабик (1998—2001),
- о. Василь Школяр (2001—2005),
- о. Ігор Фута (з грудня 2005).